# 怪火
怪火是指大气中出现的成因不明的火光，包括鬼火、人魂等。这种现象通常发生在潮湿的环境中。
传说中，这些火光是游荡的逝去之人的灵魂，是魔鬼（或妖怪）的产物，亦或是小仙子的恶作剧。有些人认为这是死亡的征兆。在一些地区，民间传言这种超自然的火光意味着被埋藏着的宝藏；这些火光被认为是被埋葬宝物的魂魄。怪火有时也被指与不明飞行物的出现有关联。
一些怪火如圣艾尔摩之火和不知火已经被解释为电活动发光造成的光学现象。 另一些则被归因与可燃气体的燃烧、球形闪电、流星、火把、其他人造光源，对人造物的误解或恶作剧。几乎所有的的怪火都被给予了自然解释。

## 日本的怪火

### “敏敏”
出现在澳大利亚内陆地区的一种现象。这种火光可追溯至欧洲殖民以前，如今已成为现代都市传说的一部分。

### 筬火
明治时代中期宫崎县延冈市的怪谈。大意为，在一个雨夜，两个球形火焰同时并列出现在延冈一个称为三角池的池塘上，有一位女性向另一位女性借了筬（织具，织布机的附属品），随后二人在争执中掉入池子，两人的怨念变成了怪火，而怪火继续二人的斗争。传言说看见这种怪火的人会接连遭遇不幸。

### 胧火（オボラ）
爱媛县大三岛的传说：逝去之人会成为灵火。同县越智郡宫洼村（现今治市）有称为“オボラビ”的怪火的记载，其出现在海上或墓地上；这两种怪火通常被视为同一类。

### 金神之火
流传于爱媛县和怒和岛。在除夕之夜怒和岛氏神（社殿）后出现类似灯笼的火光。因其特征是会发出类似人哭泣声，当地人认为这是岁德神（代表幸运）出现的征兆。

### 金火

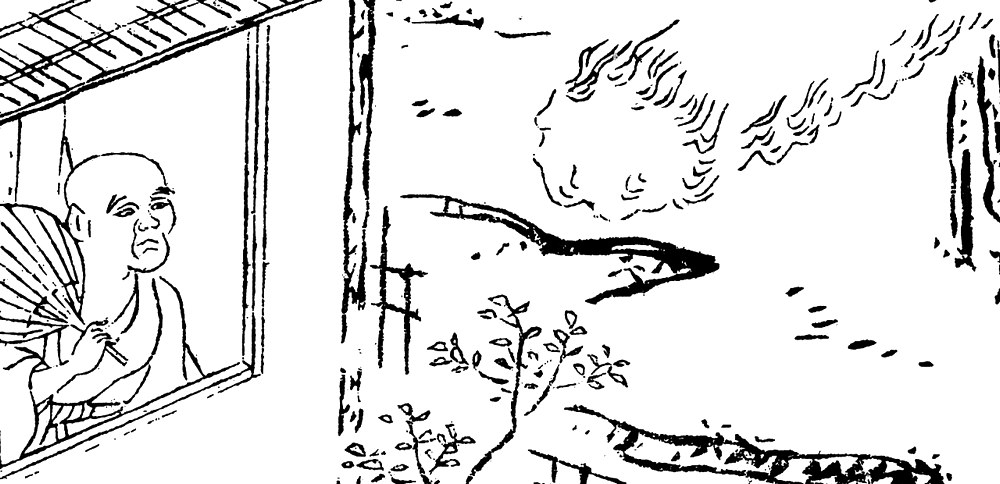
“佐用春草庵是休异火见事”记载于《西播怪谈实记》

江户时代的志怪集《三州奇谈》上记载的一种怪火。上面写到其出现在上使街道八幡和小松市，是一种类似引线的怪火。

### 蜘蛛火
流传于奈良县矶城郡缠向村（樱井市）的怪火。传说数百只蜘蛛变成火球飞向空中，接触到它的人会死亡。
与之相似，在冈山县仓敷市玉岛八岛，有所谓“蜘蛛之火”的传言。岛上稻荷神社附近森林上方出现红色火球在高山和森林上空来回飞舞然后消失。
播州（现兵库县）的志怪集《西播怪谈实记》中，“佐用春草庵是休异火见事”记载了播州佐用郡佐用村（现同县佐用町）怪火的出现。虽有人声称“可能是蜘蛛火”但是其细节尚未明确。

### 权五郎火

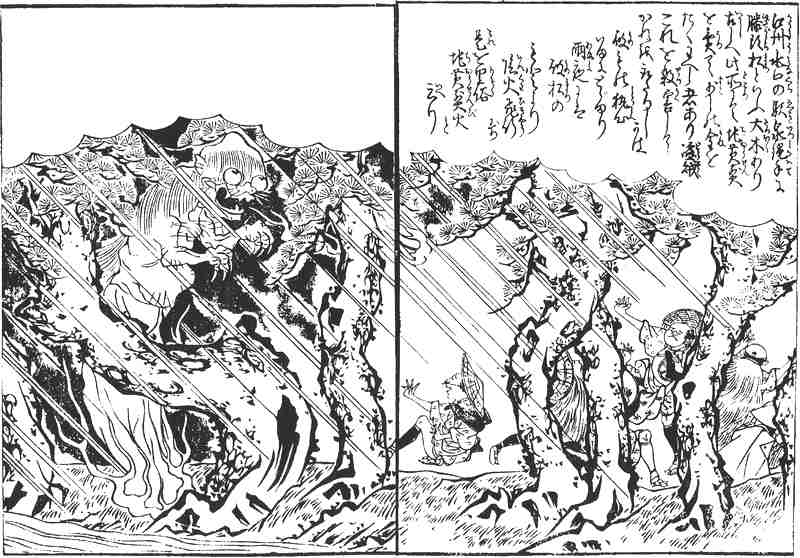
“地黄煎火”记载于速水春晓斋・画『绘本小夜时雨』

流传于新潟县三条市本成寺地区。一位名叫五十野权五郎的人赌博大胜，在回家路上被对手杀害，死后其怨念变成了怪火。附近的农家认为权五郎火是下雨的征兆，看到这种情况的农民和农民急于取回他们的稻架。

### 地黄煎火
记载于江户时代的读本《绘本小夜时雨》。江州水口（现滋贺县甲贺市）有一人以靠卖地黄煎（麦芽糖的一种）过活，被盗贼杀害谋取钱财。据说此人之执心变为怪火在雨夜中漂泊。

### 汐入杠子（スウリカンコ）
流传于青森县八户市大馆盐入的怪火。其名意思是“汐入村的杠子”。从前有一位名叫杠子的佳人被很多男性求婚，但是杠子因为有挂念之人而拒绝了。对此感到不满的求婚者将其在新井田河附近活埋。从此这种怪火开始游荡。后来此处建成水泥工厂之时，据说也修建了杠子的吊祠。

### 煤提灯
流传于新潟县。雨夜尸体堆放场出现了游荡着的火球。

### 野火
流传于土佐国（现高知县）长冈郡。在山中和村庄里都有出现。伞状大小圆形火焰飘过，一瞬间分离为数十粒星光，在从地上1.3至1.7米的空中分散，有时范围可以达到数百米。只要在草履上吐唾招来它，它就会在头上发光并在空中舞动。

## 中国

### 赤焰腾空
據吳有如〈赤焰騰空記〉載，清光緒18年九月廿八（公元1892年11月17日）的金陵城（今南京）城南，晚間八時許，忽然空中出現一團外觀「形如巨卵」的「火毯」，飛行速度緩慢，從西向東飛去，最終消逝不見。

### 炬火
其「炬」字本身指照亮黑暗的火把的意思。
据《太平御覽》记载，在武昌庾亮鎮，有如大車狀，像白布覆盖的火。
在苏东坡的《游金山寺》记载，在長江的江面上出现了一團火，还越來越亮，后来亮到把整個金山寺都照亮。
《洞冥记》、《格致镜原》记载火龙看起来像聚积的火的光。

### 火信幡
在《异苑》记载，晋义熙十一年，王弘看到了在天上，有一红色像信幡一样的东西，聚在人屋顶上不一会就起火了。

### 火球童
据《耳食录》记载,在长安市内有两个小孩，一位红色衣服，一位白色衣服。红衣小孩会到人的门前将红球抛在地上，白衣服的就会拾起来。后来红衣服的抛球越来越快，白衣服的没法全部都捡，球落下来的地方就发生大火，

### 火中车
于《稽神录》的记载，有团高和宽数尺的火，中间有金色的车子，与火一起行动。

### 蝟火
在《醉茶志怪》记载，有站起来比三岁小孩还要高的老刺猬妖，会讲人语，两只眼睛能发出火光。

### 黑巨人
于《洞灵小志》记载有黑色的巨人，手上拿像瓜的绿色火球，巨人还能把火球背起来垂身后，吸了火球继续燃烧。

### 阴火
于《拾遗记》记载，有种能在水里光不灭的火。

### 龙火
在《嘉佑杂志》记载，有火球从天上降下，落在地上。该火用水浇会烧得更旺，但用火扑反而就灭了。

### 阿班火
广西北部湾传说，每发暴风雨的时候，海面会飘来一团火球，把船的桅杆烧断。

### 妈祖火
传说船遇到海难时，会有火降临在桅杆上，当火到达桅杆顶时，海面就会平静下来。

### 吐火兽
在《觚剩及续编》记载，在康熙年间，有吐火怪兽与能喷出雪花的龙打斗。二者在空中盘旋许久后，就一起坠入海中。

## 脚注
1. 1 2  角田1979[錨點失效], 11-53页
2. 1 2 3  神田1992[錨點失效], 275-278页.
3. ↑  宮田登. . 筑摩学艺文库. 筑摩书房. 2002: 168–173. ISBN 978-4-480-08699-0.
4. ↑  柳田國男. . 讲谈社. 1977: 214. ISBN 978-4-06-158135-7.
5. ↑  加藤惠. . 历史读本. 1989, 12, 34 (24（通卷515号）): 332. 杂志代码 09618-12.
6. ↑  日野严・日野绥彦. . 村上健司  (编). . 中公文库 下. 中央公论新社. 2006: 243. ISBN 978-4-12-204792-1.
7. ↑  大藤 1955, p.287
8. ↑  村上健司编著. . 每日新闻社. 2000: 88. ISBN 978-4-620-31428-0.
9. 1 2  民俗学研究所編著.  2. 柳田國男監修. 平凡社. 1955: 775. BN05729787.
10. ↑  大藤 1955, p. 385.
11. ↑  堀麦水. .  5. 高田卫监修. 国书刊行会. 2003: 164. ISBN 978-4-336-04275-0.
12. ↑  井上圓了.  [妖怪的真面目]. 新編妖怪叢書 6. 国書刊行会. 1983: 23. BN01566352.
13. ↑  佐藤米司編. . 岡山文庫. 日本文教出版. 1979: 40. BA7625303X.
14. ↑  小栗栖健治・埴岡真弓編著. . 神户新闻. 2001: 161–164. ISBN 978-4-343-00114-6.
15. ↑  外山历郎. . 池田彌三郎他編  (编).  7. 角川书店. 1974: 203. ISBN 978-4-04-530307-4.
16. ↑  速水春晓斋. . 近藤瑞木編  (编). . 国書刊行会. 2002: 158–159. ISBN 978-4-336-04447-1.
17. ↑  佐藤清明. . 方言叢書. 中國民俗學會. 1935: 28. BA34159738.
18. ↑  森山泰太郎・北彰介. . 日本の伝説. 角川書店. 1977: 27–28. BN03653753.
19. ↑  高村日羊. . 民間伝承. 1936, 8, (12): 7–8.
20. ↑  李宏. . 青苹果数据中心. 2013年12月  [2018-05-04]. （原始内容存档于2018-05-05）.
21. ↑  張公輔. . 奇幻基地. 2019年1月28日: 72. ISBN 9789869683333.
22. ↑  太平御覽「又曰：庾亮鎮武昌，夜半望見城內有數炬火從城上出，如大車狀，白布幔覆，與火俱出城東，北行至江乃滅」
23. ↑  二更月落天深黑，江心似有炬火明，飛焰照山棲鳥驚，悵然歸臥心莫識，非鬼非人竟何物
24. ↑  《洞冥记》「西域献火龙，高七尺，映目看之，光如聚炬火。」
25. ↑  拾遺記西域獻火龍髙七尺映目看之光如聚炬火
26. ↑  《异苑》晉義熙十一年，京都火災大行，吳界尤甚。火防甚峻，猶自不絕。時王弘守吳郡，晝坐廳視事，忽見天上有一赤物下，狀如信幡，遙集南人家屋上，須臾火遂大發。弘知天為之災，故不罪始火之家。識者如晉室微弱之象也。
27. ↑  《耳食录》昔长安市中有二小儿：一红衣，一白衣。红衣者过人门前，则以一红球抛掷地上。白衣者随而拾之，以为笑乐。红衣者抛掷益急，球落纷纷，白衣者不能尽拾，遂相连而去，馀球亦不见。 次日，市中火大作。红球所掷之家，荡为灰烬。惟经白衣拾取者，房舍参差并存。
28. ↑  《稽神录》刘建封寇豫章，僧十朋与其徒奔分宁，宿澄心僧院。初夜见窗外有光，视之见团火高广数尺，中有金车子，与火俱行，呕轧有声。十朋始惧，其主人云：「见之数年矣。每夜必出于西堂西北隅地中，绕堂数周，复没于此。以其不为祸福，故无掘视之者。」
29. ↑  《醉茶志怪》邑李氏家祠中，往往見怪異。有守祠者，夜見後院紅光熠熠如燔柴，疑其火也。亟視之，一老蝟立墀下，高於三歲童子，口中喃喃作人語，其雙目放光類炬然。
30. ↑  《洞灵小志》鬼火之异，略详前志。赵贞吾言:曩管榷岷州，巡行属卡，至某处，秋雨冥瀠，人夜凄寂。其地临江，见沙滩上绿光无数，飘飚上下不定。俄聚为巨团，莹碧照射，潜取手枪击之，立散，然少顷复聚，终不可灭。州近川边，盖古战场也。又何稼三言:其友张老俊，冀人，武诸生也。嗜食鱼，每犯晓，步赴河干网鱼,归供馔。一厴日复往，途遇巨黑人，手绿色火球如瓜，搓弄不已。张趋前乞火，巨人背立持火球，垂手身后，就吸竟燃，称谢而别，迄不知为鬼为神。
31. ↑  《拾遗记》西海之西，有浮玉山。山下有巨穴，穴中有水，其色若火，昼則通曨不明，夜則照耀穴外，雖波涛灌蕩，其光不滅，是謂「陰火」。當堯世，其光爛起，化為赤雲，丹輝炳映，百川恬澈。遊海者銘曰「沉燃」，以應火德之運也。
32. ↑  《嘉佑杂志》胡武中在真州，常見火雹子墜地，火滅。劉原甫云：龍火，水沃俞熾，以人火撲之即滅。
33. ↑  《合浦县志》1994 广西民间文学作品精选 10 合浦卷
34. ↑  《北海第一村》中国海洋文化 广西卷
35. ↑  《天妃显圣录》不意昏黑飘泊之顷，恍有二火，晶光熠熠桅舰之前，私幸有赫神灵，于昭于天，差可藉以无恙。因而随波翌驶，轻舟已过万重。异哉其丕着如斯乎！奇感殊应，孰不称神，孰不疑诞？苟非处身变现之景，安知英光之昭灼如是其离离也！又安信纪录之传载如是其历历弗诬也！八百载灵慈于今为烈，利济讵不大哉！今者，奉俞旨荣貤特隆春秋肄祀盛典，以答鸿庥，夫岂过举？是而为之序。
36. ↑  《觚剩及续编》吐火兽上虞顾族聚居西华村，去海不远。康熙二十九年八月，顾氏子偶与客登楼南望，遥见晴空有青色龙飞逐怪兽。其兽遍体纯赤，状如巨狗。青龙扑舞而前，此兽吐火迎斗，龙喷雪花拒之，奋爪张鳞，火腾雪绕，盘旋久之，俱入于海。